# If It's Lovin' that You Want
"If It's Lovin' That You Want" pop–reggae je pjesma američke pop i R&B pjevačice Rihanne. Objavljena ja kao drugi singl s njenog albuma  Music of the Sun 28. studenog 2005. u izdanju Def Jama.

## O pjesmi
Producirali su je Poke & Tone. Glavna tema pjesme je Rihannina poruka čovjeku: "Kako god hoćeš, možeš me napraviti svojom curom jer imam ono što trebaš (If it's lovin' that you want, you should make me your girl because I've got what you need)". Kasnije, "If It's Lovin' That You Want - Dio 2" (duet s Cory gunz), je objavljen na Rihanninom drugom studijskom albumu, A Girl Like Me (2006.). Ta verzija je odsvirana u epizodi televizijske serije Gossip Girl. Pjesma sadrži isječke iz "The Bridge Is Over" od Boogie Down Productions.

### Uspjeh na top ljestvicama
Objavljen je kao drugi singl s albuma, poslije singla "Pon de Replay" i dospio na 36. mjesto na top ljestvici Billboard Hot 100 u SAD-u. Postigao je veći uspjeh u ostalim državama svijeta, završio je među prvih 5 mjesta u Poljskoj i Slovačkoj, prvih 10 u Australiji i Novom Zelandu i 11. mjesto u Ujedinjenom Kraljevstvu; također je crossover hit broj jedan u Filipinima. "If It's Lovin That You Want" je drugi i posljednji singl s albuma Music of the Sun u SAD-u; treći singl, "Let Me", objavljen je samo u Japanu.

## Videospot
Spot za pjesmu je snimljen na plaži na obali Kalifornije. Redatelj je Marcus Raboy, a koerograf plesa je Fatima Robinson. Scene prikazuju logorsku vatru, trbušne plesačice, Rihannu na jet skiju, koji mora naučiti voziti. Gost u spotu je Lance Gross.

## Top ljestvice
| Top ljestvice (2005.)   | Najviša pozicija |
| ----------------------- | ---------------- |
| Australija              | 9                |
| Austrija                | 31               |
| Belgija                 | 25               |
| Nizozemska              | 13               |
| Europa                  | 40               |
| Njemačka                | 25               |
| Irska                   | 8                |
| Novi Zeland             | 9                |
| Švicarska               | 19               |
| Ujedinjeno Kraljevstvo  | 11               |
| SAD Billboard Hot 100   | 36               |
| SAD Billboard Pop Songs | 12               |